# Přečerpávací vodní elektrárna

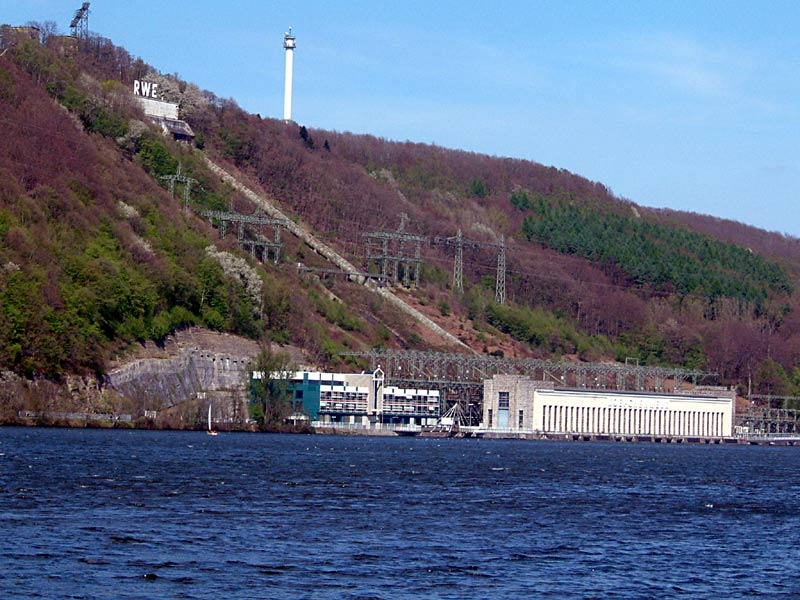
Přečerpávací elektrárna Koepchenwerk

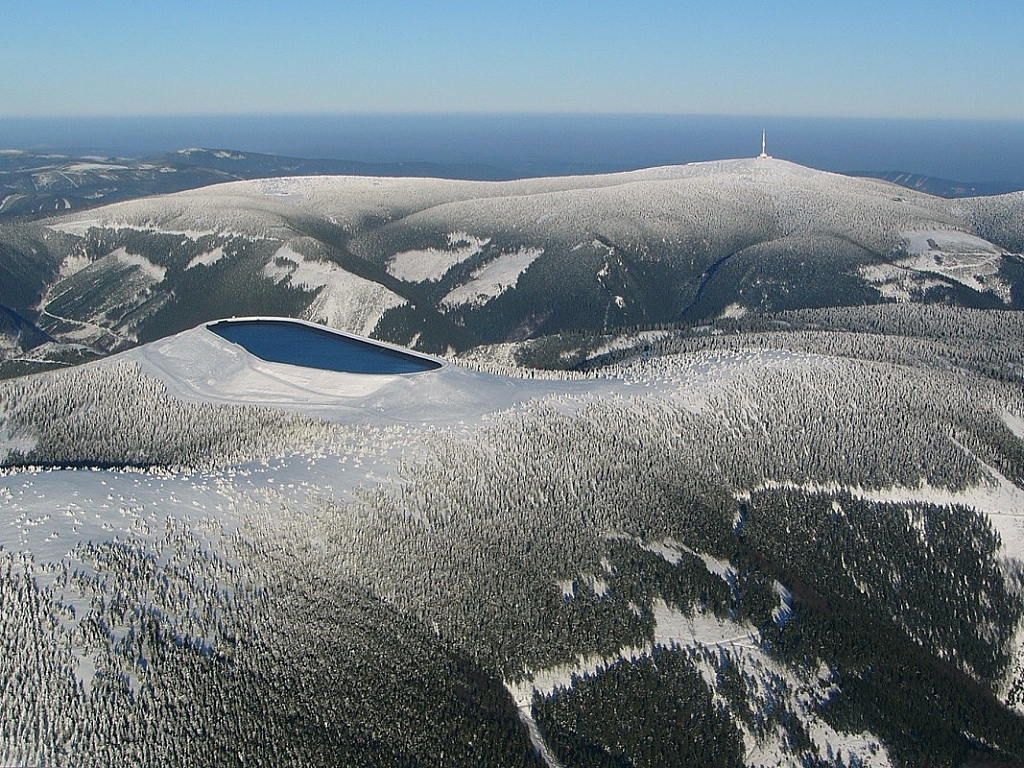
Přečerpávací elektrárna Dlouhé stráně – horní nádrž

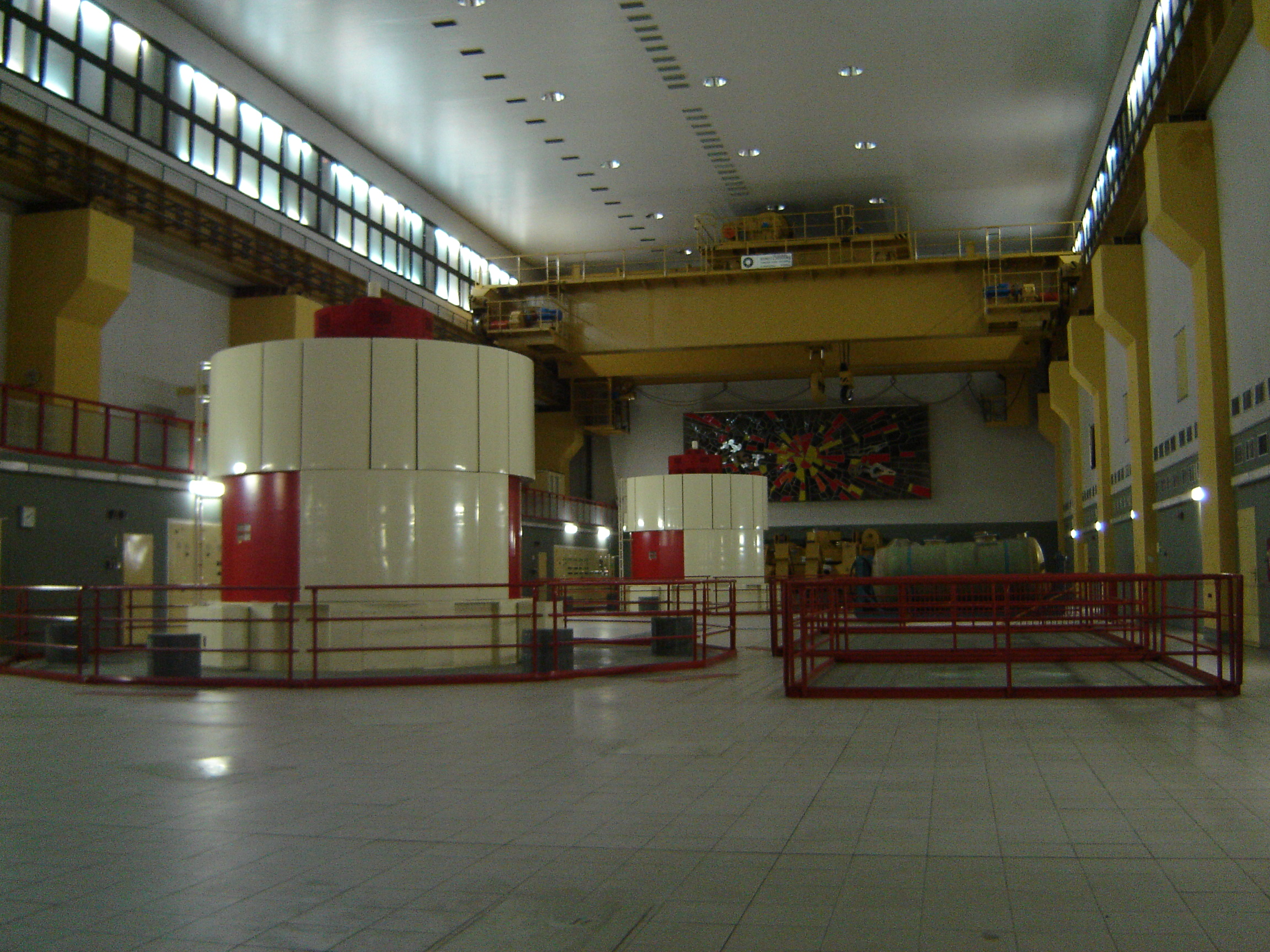
Dlouhé stráně – nejvyšší patro podzemní kaverny s turbínami

Přečerpávací vodní elektrárna, zkráceně PVE, je typ vodní elektrárny, která ukládá energii v podobě potenciální energie zásoby vody. Umělou akumulaci vody provádí v době, kdy je elektrické energie přebytek, tedy v době mimo energetickou špičku (např. v noci). Akumulovaná energie v podobě nashromážděné vody se pak v době špičky využívá k výrobě elektrické energie. Přečerpávací vodní elektrárny jsou zatím jediným nástrojem, jak uchovat větší množství přebytečné elektrické energie na delší dobu. Staly se technicky schůdným prostředkem, jak snížit ztráty z nevyužité noční energie a jak předejít problémům s výkyvy ve spotřebě elektrické energie, resp. v jejím odběru z elektrorozvodné sítě.
Přestože tyto elektrárny byly stavěny už před stavbami jaderných elektráren, jejich význam významně narostl po jejich stavbách. A to z důvodu, že jaderná elektrárna není vůbec vhodná pro vykrývání okamžitých výkyvů v poptávce po elektrické energii. Z tohoto důvodu se musí vyrábět právě již zmíněná noční „nevyužitá“ energie, kterou přečerpávací vodní elektrárny akumulují v podobě potenciální energie vody do svých horních nádrží na dobu energetické špičky.
V přímořských a ostrovních státech je možné na vhodných místech stavět i mořské přečerpávací elektrárny. Ty vzniknou postavením umělé horní nádrže nad hladinou moře. Voda se přečerpává ze nebo do umělé horní nádrže. Taková elektrárna je např. přečerpávací elektrárna Okinawa Yanbaru na japonském ostrově Okinawa. Umělá nádrž této přečerpávací elektrárny je umístěna 150 metrů nad hladinou moře a je do ní přečerpávána mořská voda. V současnosti je to jediná PVE tohoto druhu, je ale plánována stavba podobných elektráren na Havajských ostrovech (USA) nebo také v Irsku.
Výhody PVE jsou ty, že dokážou rychle reagovat na výkyvy ve spotřebě energie, jsou jednoduché na obsluhu a na rozdíl od ostatních způsobů akumulace elektrické energie mají delší životnost, ta se udává až ke 100 let. Nevýhodou PVE je náročnost stavby a možnost stavby jen ve vhodných terénních podmínkách. V jistých podmínkách mohou být efektivnější elektrické akumulátory energie.

## Historie získávání energie z vody
Jako první způsob získávání energie, nikoli ještě elektrické, z vody bylo mlýnské kolo. Vodní kolo se používalo už od středověku, v zaostalých oblastech zeměkoule se určitě používá dodnes. Vodní kolo bylo spojeno s mlýnským kamenem vertikální osou. U nás byla vodní kola používána většinou v mlýnech. Tento způsob využití energie vody byl málo účinný. Později přišla účinnější kola s horizontální osou. První zmínky o vodních kolech na českém území pocházejí z roku 718. Hodnověrné prameny se zmiňují o vodním kole v roce 1125 v Úněticích. Přelom 14. a 15. století je dobou, kdy většina měst měla své vodní mlýny. Ty byly s dolním náhonem nebo s horním náhonem. Kola s horním náhonem měla větší účinnost. Účinnost vodních kol se pohybovala mezi 20 % až 65 %.
První vodní elektrárna byla postavena roku 1882 v Appletonu T. A. Edisonem. Další vodní elektrárnu postavil Nikola Tesla u Niagarských vodopádů. Je tedy zřejmé, že vodní energetika vznikla v USA.
Na českém území se první vodní elektrárny objevily už koncem 19. století. V podskalském mlýnu u Písku vodní kolo pohánělo 3 dynama. Počátkem 20. století byly v Praze 2 vodní elektrárny, a to na Těšnově a na Štvanici. Provoz se udržel dodnes pouze ve Štvanické vodní elektrárně, v Těšnovské byl provoz ukončen roku 1929.
Nejstarší na českém území je přečerpávací vodní elektrárna Černé jezero (v provozu od 1930). Další přečerpávací elektrárny u nás jsou vodní elektrárna Dalešice (480 MW), vodní elektrárna Štěchovice (45 MW, zprovozněna 1947) a Dlouhé stráně (650 MW). PVE Dlouhé stráně je nejmladší, byla postavena roku 1996.
Ve světě se dnes nachází stovky přečerpávacích vodních elektráren. Jen v Německu je cca 35 PVE. Přečerpávacích vodních elektráren s výkonem nad 1000 MW se na světě nachází přes 60, přesněji 61.

## Důvody stavby
Výkon především jaderných a velkých tepelných elektráren je možné během dne měnit jen velmi omezeně. Navíc je velmi neekonomické stavět velké energetické zdroje, které by byly v provozu jen po zlomek dne, provoz takové elektrárny by byl neúměrně drahý. Jaderné elektrárny a velké tepelné elektrárny jsou proto téměř vždy provozovány v základním zatížení sítě, kdežto vodní elektrárny – a přečerpávací elektrárny zvláště – jsou používány pro pokrytí špičkových spotřeb energie, fungují tedy zejména při špičkovém zatížení sítě.
Význam přečerpávacích elektráren se zvyšuje rovněž s navyšováním výrobních kapacit obnovitelných zdrojů energie s naprostou závislostí na povětrnostních podmínkách jako například větrné či solární elektrárny.

## Princip

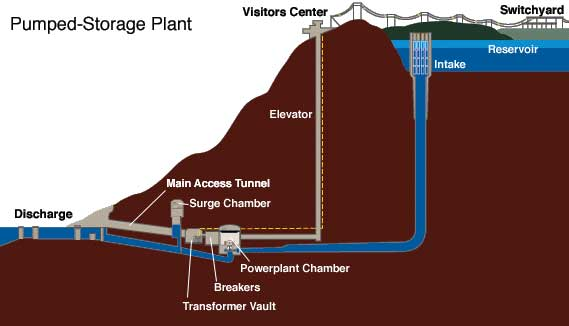
Diagram elektrárny v USA

Přečerpávací vodní elektrárna má dvě vodní nádrže. Jedna z nich je umístěna na níže položeném místě (dolní nádrž), druhá pak na vyšším místě (horní nádrž). Obě nádrže jsou spojeny spádovým potrubím o velkém průměru. V noci se využívá přebytečná energie z elektrorozvodné sítě a voda se přečerpává z dolní nádrže do horní (elektrárna se v tomto režimu chová jako velký spotřebič elektrické energie, vyrobené z jiných zdrojů energie). V horní nádrži se tak vytvoří velké zásoby vody. Ve chvíli, kdy vznikne v napájecí elektrorozvodné síti potřeba většího množství špičkové energie, je voda řízeně vypouštěna z horní nádrže do dolní nádrže přes turbínu vodní elektrárny a elektrická energie spotřebovaná na její noční přečerpání se tak během dne vrací zpět do elektrorozvodné sítě.

## Funkce
Části PVE jsou horní nádrž, dolní nádrž, mezi nimi vede tlakovými ocelovými přivaděči a strojovnou. V tlakových přivaděčích jsou vybudovány vyrovnávací komory, které mají tlumit hydraulické rázy vznikající při manipulaci s vodním sloupcem.
U nádrží záleží na tom, zdali se jedná o přečerpávací vodní elektrárnu s čistě umělou akumulací vody nebo se smíšenou akumulací vody. Pokud má elektrárna čistě umělou akumulaci vody, tak je horní nádrž uměle vytvořena bez přirozeného přítoku vody (např. PVE Dlouhé stráně). Tyto elektrárny mají uzavřený koloběh vody. Voda se tudíž do horní nádrže čerpá pouze ze spodní nádrže, ta má být vždy postavena na vodním toku. Ztráty vody z důsledku odpařování či prosaku se nahrazují přirozeným přítokem do spodní nádrže. Horní umělá nádrž má většinou nepravidelný tvar přizpůsobený terénu. K vytvoření umělé hráze se většinou používají sypané hráze, výjimečně i betonové obvodové přehrady. Protože je dno a svahy horní nádrže nutné utěsnit, používá se k těsnění asfaltový beton, beton či plastové fólie. Pod těsněním se staví pečlivá drenáž. A to z důvodu, že voda, která se může dostat pod těsnění při jeho poškození, by mohla při rychlém poklesu hladiny během turbínového provozu poškodit těsnění přetlakem. Bezpečnostní nehrazený přeliv slouží jako ochrana proti přelití obvodové hráze. Horní nádrž se výškově umísťuje tak, aby byl objem jejich hrází odpovídající objemu výkopu a výlomu pro nádrž. Takové řešení stavby je ekonomicky nejvýhodnější. PVE s čistě umělou akumulací vody pracují s velkým spádem a tudíž je při jejich stavbě využita morfologie terénu (dolní nádrž umístěna v údolí, horní nádrž postavena na kopci).
PVE se smíšenou akumulací (smíšenou primární a sekundární akumulací) vody je postavena tak, že horní nádrž je tvořena přehradní hrází v korytě řeky. Jedná se tedy o přehradu. Horní nádrž má tedy přirozený přítok vody (primární přirozenou akumulaci). Dolní nádrž bývá současně vyrovnávací nádrží, je v ní malá průtočná elektrárna (např. PVE Dalešice). Další možností technického řešení PVE se smíšeným přítokem je ta, kdy horní nádrž a spodní nádrž se nachází každá v jiné řece (např. PVE Dobšiná).
Tlakové přivaděče mezi horní a dolní nádrží je obvykle tvoří tlakové ocelové potrubí. V případě umělých horních nádrží, kdy jsou od sebe obě nádrže vzhledem k terénu a reliéfu vzdáleny celkem daleko, je délka potrubí výrazně delší oproti druhému typu PVE. V případě, kdy je PVE se smíšenou akumulací vody, je tedy umístěna na toku řeky, tak potrubí prochází pouze přehradou a má tedy minimální délku.
Strojovna PVE bývá postavena pod zemí v klimatizované kaverně nebo je postavena nad zemí. V ní je umístěno čtyřstrojové uspořádání, které se používá při čerpání vody na velké dopravní výšky, a to je tvořeno turbínou, generátorem, motorem a čerpadlem. Další možností je třístrojové uspořádání, které je tvořeno turbínou (obvykle Francisovou turbínou), čerpadlem a motorgenerátorem. Soustrojí je obvykle sestaveno shora směrem dolů. Spojení turbíny a čerpadla je buď pevnou spojkou nebo vysouvatelnou spojkou, příp. hydrodynamickým měničem. Při použití pevné spojky je nutné při turbínovém provozu odvodnit a zavzdušnit oběžné kolo čerpadla. To způsobuje ztráty z výkonu a proto se řešení s pevnou spojkou moc nepoužívá. Nejčastější realizací při vertikálním uložení soustrojí je vysouvatelná spojka. Při turbínovém provozu je spojka rozpojena a oběžné kolo čerpadla stojí, tudíž odpadá ztráta výkonu. Vzhledem k tomu, že toto uspořádání umožňuje otáčení soustrojí při turbínovém i při čerpadlovém provozu jedním směrem, je tak zkrácen manipulační čas mezi přechody mezi jednotlivými provozy. To je výhodné při regulaci kmitočtu v elektrizační síti. Pro nejkratší dopravu se používá dvoustrojové uspořádání, které tvoří motorgenerátor s reverzní turbínou, která při vhodném natočení lopatek pracuje jako čerpadlo. Motor a čerpadlo jsou tedy sloučeny v jeden hydraulický stroj. Nejběžnějším typem reverzní turbíny je dvousměrná turbína, ta pracuje v jednom směru jako turbína a v druhém směru jako čerpadlo. Nutnost změny směru otáčení motorgenerátoru prodlužuje čas při přechodu mezi provozními stavy. Existují i konstrukce jednosměrných turbín odstraňující tyto nedostatky. Dvoustrojové uspořádání má menší výšku, je tudíž jednodušší na stavbu, což snižuje náklady na stavbu PVE. První PVE měly čtyřstrojové uspořádání, postupem techniky bylo možno je nahradit za třístrojové uspořádání, a to když se začal používat motorgenerátor. Dnes se používá dvoustrojové uspořádání, kde je místo turbíny a čerpadla používána reverzní turbína (čerpadlová turbína).
PVE bývají většinou středotlaké či vysokotlaké. Středotlaké vodní elektrárny mají spád od 15 do 50 metrů. Vysokotlaké vodní elektrárny mají spád větší než 50 metrů. V nízkotlakých vodních elektrárnách (spád do 15 metrů) je přečerpávání většinou nevýhodné.

## Provoz
Soustrojí PVE se může nacházet v následujících stavech:
- klidový stav
- turbínový provoz
- čerpadlový provoz
- kompenzační provoz

Start soustrojí PVE do čerpadlového provozu je možno provést několika způsoby:
- asynchronním rozběhem synchronního motorgenerátoru
- pomocí rozběhového asynchronního motoru
- frekvenčním rozběhem (např. hydroalternátorem)

Co nejkratší by měly být přechody mezi jednotlivými provozními stavy. Časy ovlivňuje:
- dynamické děje (rozběh a zastavení strojů, změna proudění vody)
- pomocné děje (spouštění pomocných strojů,..)

Nejrychlejší má přechody třístrojové uspořádání. Nejrychlejší je přechod z klidového stavu do turbínového provozu, většinou trvá do 1 minuty. Přechod mezi čerpadlovým a turbínovým provozem trvá běžně mezi 3 až 6 minutami.

## Účinnost
Na způsobu provozu elektrárny a na jejím řešení závisí energetická bilance PVE, a z ní vyplývající účinnost přečerpávání. Součin účinností jednotlivých částí PVE nám dá výslednou účinnost. Stanovit účinnost PVE můžeme pro velký a malý cyklus. Velký cyklus zahrnuje i ztráty vzniklé při přenosu elektrické energie od zdroje k čerpadlu při čerpadlovém provozu a ztráty vzniklé přenosem energie k zákazníkovi při provozu turbínovém. Malý cyklus tyto ztráty pomíjí. V praxi se většinou udává účinnost malého cyklu.
Staré PVE mají nižší účinnost než PVE novější. U starších PVE se účinnost pohybovala mezi 0,5 až 0,65. U nových PVE je účinnost o něco vyšší, dosahují účinnosti malého cyklu až 0,75.

## Přečerpávací vodní elektrárny v Česku
V Česku bylo vybudováno pět přečerpávacích vodních elektráren:
Dlouhé stráněPřečerpávací elektrárna Dlouhé stráně má nejvyšší instalovaný výkon v Česku – 650 MW. Byla zprovozněna v roce 1996 a v roce 2007 prošla generální rekonstrukcí, protože v době stavby nebyla dodržena všechna hlediska kvality. Její umístění přímo doprostřed horského masivu Hrubého Jeseníku bylo z hlediska ochrany horské přírody a životního prostředí často kritizováno (velmi výrazně upraven vrchol Dlouhé stráně). Z technického hlediska se jedná o velice zajímavý objekt, kde se aktivně používají Francisovy turbíny.
Vodní dílo DalešiceVodní dílo Dalešice se skládá z horní nádrže Dalešice a dolní nádrže Mohelno, leží na řece Jihlavě asi 30 km od Třebíče. Hlavní funkce díla jsou zásobárna technologické vody pro provoz Jaderné elektrárny Dukovany, výroba elektrické energie, vyrovnávání minimálních a maximálních průtoků, zásoba vody pro zemědělství (závlahy) a v neposlední řadě k rekreaci. Přehradní hráz Dalešic je nejvyšší sypanou hrází v Česku a ve střední Evropě. Přečerpávací elektrárna Dalešice je nejrychleji najíždějící elektrárnou v Česku, proto plní nenahraditelnou funkci v době špiček a energetických krizí. Společně s elektrárnou Mohelno mohou najet i když budou odpojeny od vnější sítě, například v době výpadku nebo v době války. Svým výkonem 480 MW je druhou největší vodní elektrárnou v Česku co do instalovaného výkonu. Jsou zde 4 Francisovy turbíny, které jsou svými rozměry největší v Česku a podobné se nacházejí jen v Polsku a Argentině.
Vodní elektrárna ŠtěchoviceVodní elektrárna Štěchovice je třetí a nejmenší přečerpávací vodní elektrárnou v Česku. Dolní nádrž je součástí Vltavské vodní kaskády a horní nádrž je uměle vybudovaná na kopci Homole. Zajímavá je tím, že konstrukce hráze plně odpovídá požadavkům lodního provozu na řece Vltavě. Instalovaný výkon přečerpávací elektrárny je 45 MW.
Vodní elektrárna Černé jezeroVodní elektrárna Černé jezero ležící na Šumavě. Roku 1960 byl čerpadlový provoz omezen, tento stav trvá dodnes.
Vodní elektrárna PastvinyVodní elektrárna Pastviny leží u obce Pastviny v podhůří Orlických hor, asi 7 km východně od Žamberka a napájí ji řeka Divoká Orlice. Přehrada se stavěla v letech 1933–1938. Původně byla vybudována jako přečerpávací, v době dostavby byla v Československu největší elektrárnou tohoto druhu a první elektrárnou bez stavby strojovny (soustrojí bylo umístěno venku). Naposledy byla v čerpadlovém provozu 9.3.1964, od té doby pracuje pouze v průtočném režimu.

### Záměry
V letech 2024 až 2030 má vzniknout další přečerpávací elektrárna přestavbou vodní elektrárny Orlík a to tak, že všechny dosavadní čtyři Kaplanovy turbíny budou vyměněny za Francisovy turbíny s tím, že dvě budou jednosměrné a dvě reverzní. Voda se bude z nádrže Kamýk přečerpávat přes 90 metrů vysokou hráz do nádrže Orlík. Zatímco v Orlíku půjde o změny hladiny řádově v centimetrech, u Kamýku se očekává změna i více než dva metry. Na konci roku 2023 je hledán dodavatel stavby.
Roku 2024 byl představen záměr výstavby dalších přečerpávacích elektráren, který by zvýšil kapacitu stávajících zhruba dvakrát.

## Přehled výroby energie v přečerpávacích elektrárnách v Evropě
| Země               | 1990 | 1995 | 2000 | 2005 | 2010 | 2011 |
| ------------------ | ---- | ---- | ---- | ---- | ---- | ---- |
| Belgie             | 624  | 889  | 1237 | 1307 | 1348 | 1127 |
| Bulharsko          | 0    | 0    | 0    | 0    | 0    | 0    |
| Dánsko             | 0    | 0    | 0    | 0    | 0    | 0    |
| Německo            | 2342 | 4187 | 4176 | 7015 | 6785 | 6099 |
| Estonsko           | 0    | 0    | 0    | 0    | 0    | 0    |
| Finsko             | 0    | 0    | 0    | 0    | 0    | 0    |
| Francie            | 3459 | 2961 | 4621 | 4659 | 4812 | 5074 |
| Řecko              | 228  | 253  | 418  | 593  | 25   | 264  |
| Irsko              | 283  | 252  | 301  | 340  | 175  | 0    |
| Island             | 0    | 0    | 0    | 0    | ‡    | ‡    |
| Itálie             | 3372 | 4057 | 6603 | 6765 | 3290 | 1934 |
| Chorvatsko         | 0    | 0    | 18   | 105  | 106  | 129  |
| Lotyšsko           | 0    | 0    | 0    | 0    | 0    | 0    |
| Litva              | 0    | 358  | 287  | 354  | 741  | 564  |
| Lucembursko        | 746  | 743  | 737  | 777  | 1353 | 1069 |
| Malta              | 0    | 0    | 0    | 0    | 0    | 0    |
| Makedonie          | 0    | 0    | 0    | 0    | 0    | 0    |
| Nizozemsko         | 0    | 0    | 0    | 0    | 0    | 0    |
| Norsko             | 223  | 838  | 396  | 734  | 378  | 1240 |
| Rakousko           | 988  | 1037 | 1369 | 2319 | 3163 | 3504 |
| Polsko             | 1877 | 1947 | 1991 | 1566 | 560  | 422  |
| Portugalsko        | 140  | 107  | 381  | 376  | 391  | 564  |
| Rumunsko           | 0    | 0    | 0    | 0    | 360  | 218  |
| Švédsko            | 525  | 57   | 35   | 67   | 103  | 122  |
| Švýcarsko          | 1134 | 769  | 1357 | 1820 | 1738 | ‡    |
| Slovensko          | 558  | 300  | 318  | 103  | 394  | 368  |
| Slovinsko          | 0    | 0    | 0    | 0    | 184  | 143  |
| Španělsko          | 702  | 1493 | 3490 | 4552 | 3152 | 2275 |
| Česko              | 288  | 272  | 555  | 647  | 591  | 701  |
| Turecko            | 0    | 0    | 0    | 0    | 0    | 0    |
| Maďarsko           | 0    | 0    | 0    | 0    | 0    | 0    |
| Spojené království | 1892 | 1502 | 2603 | 2776 | 3139 | 2895 |
| Kypr               | 0    | 0    | 0    | 0    | 0    | 0    |

#### V zahraničí
- Dinorwig Power Station (Wales)
- Čierny Váh (vodní nádrž) (Slovensko)